# Karsvretaträsket
Karsvretaträsket är en våtmark, tidigare sjö, nära Bodaträsket och Svinninge i Österåkers kommun i Uppland och ingår i Åkerström-Norrströms kustområde.